# Салето
Салето (итал. Saletto) је насеље у Италији у округу Падова, региону Венето.
Према процени из 2011. у насељу је живело 3203 становника. Насеље се налази на надморској висини од 11 м.

## Становништво
Према резултатима пописа становништва 2011. у општини је живело 2.730 становника.
| 1931. | 1936. | 1951. | 1961. | 1971. | 1981. | 1991. | 2001. | 2011. |
| ----- | ----- | ----- | ----- | ----- | ----- | ----- | ----- | ----- |
| 4.034 | 3.880 | 3.813 | 2.869 | 2.505 | 2.466 | 2.422 | 2.577 | 2.730 |